# Graggle Simpson
Graggle Simpson, conosciuto anche con i nomi Weird Matt, Yellow Matt o Gumbly è un meme di internet principalmente noto per essere fatto passare come un personaggio dimenticato della serie I Simpson.

## Biografia

### Origini
Il personaggio nasce nel 2015 dove viene chiamato Gumbly e il suo aspetto è stato creato prendendo ispirazione da quello dei Fraggles, i protagonisti della serie Fraggle Rock.

### Rapporto con I Simpson
Sul finire del 2021 un utente decise di associare il personaggio alla serie I Simpson per il fatto di possedere, proprio come i personaggi dello show, una carnagione gialla e per lo stile di disegno molto simile a quello che viene usato da Matt Groening. Nel 2022 il personaggio venne rinominato Graggle (accentuando ancora di più la somiglianza con i Fraggles) e venne fatto passare come un personaggio dimenticato della serie nel tentativo di creare un effetto Mandela agli occhi dei fan.
Sebbene ad oggi molta gente sia al corrente che Graggle non sia in realtà originario della serie ma solo un fenomeno di Internet, il personaggio ha avuto talmente tanto successo tra i fan del brand che viene fatto apparire, tramite delle mod, in vari videogiochi del franchise tra cui The Simpsons Hit & Run.